# Существо из Панамы

«Существо из Панамы» (также называемое «Панамский монстр», «Панамский ET», «Монстр Серро-Асуль», «Монстр Синего потока» и «Ужас Синих холмов») — название, данное первоначально неопознанному существу, сфотографированному в Панаме возле города Серро-Асуль в сентябре 2009 года. После того как существо было обнаружено и, предположительно, убито группой подростков, фотографии трупа были предоставлены панамской телевизионной станции Telemetro. История и фотографии быстро получили распространение, что сразу же вызвало сравнение истории с обнаруженным несколько ранее в США Монтокским монстром. Существовали различные предположения о происхождении существа, включая версии о том, что это был лишившийся шерсти ленивец, инопланетное существо или неизвестное науке создание. Биопсия, выполненная сотрудниками Национального природоохранного органа Панамы над останками через несколько дней после обнаружения существа, привела учёных к выводу, что труп являлся останками самца бурогорлого ленивца. Странный внешний вид был вызван подводным разложением, которое привело к потере волос. После идентификации трупа он был похоронен.

## Событие
Существо обнаружили четверо или пятеро подростков в возрасте от 14 до 16 лет. По их словам, они играли возле пещеры в горах Серро-Асуль, когда к ним приблизилось неизвестное существо. Опасаясь, что оно на них нападёт, подростки забили его палками, бросили труп в лужу и ушли. Позже они вернулись и сфотографировали труп, а затем отправили фотографию в Telemetro. Вирджиния Уилер, журналист The Sun заявила, что открытие «вызвало страх и растерянность» в городе. По некоторым данным, последующие фотографии трупа существа были сделаны после его дальнейшего разложения; тем не менее, были выражены сомнения в том, что сделанные позже фотографии показывали одно и то же существо. Через несколько дней после того, как фотографии были сделаны, один из подростков рассказал другую версию событий в интервью Telemetro Reporta, говоря: «Я был в реке, и я почувствовал, как что-то схватило меня за ноги… Мы вытащили его из воды и начали бросать камни и палки в это. Мы никогда не видели ничего подобного». На фотографиях показано бледное существо, которое в основном лишено шерсти, с телом, подобным сделанному из каучука. Он имеет «отвратительные черты»: курносый нос и длинные лапы. Журналист из Huffington Post заявил, что в то время как голова явно принадлежит какому-то животному, туловище является «странным», а конечности напоминают тонкие человеческие руки. Авторы с сайта WBALTV.com сравнили его как с «маленькой, дородной» версией инопланетянина из одноимённого фильма, так и с Голлумом из кинотрилогии «Властелин колец», назвав существо его «давно потерянным кузеном».

## Спекуляции вокруг события
История и фотографии распространились в Интернете, в том числе в различных криптозоологических блогах, с большим количеством слухов о возможных объяснениях. Видео, показывающее оригинальные фотографии, а также некоторые кадры дальнейшего разложения трупа, стали очень популярными в Интернете, являясь одними из самых просматриваемых видео в течение дня. В дополнение к своей распространённости в Интернете история была освещена на телевидении и радио. Сравнения проводились прежде всего с Монтокским монстром, обнаруженным в Монтоке, Нью-Йорк, в июне 2008 года. Популярной сразу же стала теория о том, что существо является ленивцем (возможно, альбиносом), который каким-то образом лишился шерсти; сторонники этой гипотезы в качестве аргументов приводили крючковатые когти, заметные на одной из фотографий. Научный писатель Даррен Нейш, один из авторов в ScienceBlogs, поддержал гипотезу о ленивце, но назвал «трудным моментом» объяснить лысость существа. Теория о ленивце сразу считалась самой надёжной, тем более что в 1996 году были сделаны фотографии аналогичного существа, найденного на побережье между Панамой и Коста-Рикой, которое позднее было определено как труп ленивца, который начал разлагаться. Дальнейшие спекуляции в Интернете привели к некоторым предположениям, что это на самом деле был дельфин или питбультерьер, пример вида, ранее неизвестного науке, или «какой-то» генетический мутант. Некоторые панамские зоологи говорили, что он может являться плодом какого-то вида. В дополнение к реалистичным объяснениям Билли Бут из About.com сообщил, что «ходят слухи, что это пришелец, который связан с НЛО, подводными базами и представляет собой шар из воска».

## Вскрытие
Труп существа был вновь обнаружен спустя четыре дня после его находки подростками, и его биопсия была выполнена сотрудниками Национального экологического органа Панамы (ANAM). Биопсия привела учёных к выводу, что труп на самом деле является останками самца бурогорлого ленивца, вида, распространённого в регионе. Андре Сена Майя, ветеринарный врач, который работает в зоопарке Нитероя, Рио-де-Жанейро, Бразилия, пояснил, что «большинство людей знают, на что мёртвое животное похоже, находясь в сухой среде», и утверждал, что «тело, должно быть, застряло под водой, и течение дало [мальчикам] ложное впечатление, что оно было живым». Вскрытие показало, что телу ленивца были нанесены тяжёлые травмы, и Мелькиадес Рамос, специалист из Департамента по охраняемым территориям ANAM’а, предположил, что тело было в воде «около двух дней» до обнаружения. Бесшёрстность, вероятно, вызвана тем, что оно было погружено в воду, что может привести к ускорению потери шерсти, сделав в результате кожу гладкой. Посмертное вздутие живота также способствовало необычному внешнему виду трупа. После того как труп был определён как ленивец, его тело было погребено персоналом ANAM’а.